# エルンスト・ハッペル・シュターディオン
エルンスト・ハッペル・シュターディオン（ Ernst-Happel-Stadion）は、オーストリアの首都ウィーンにある多目的スタジアム。このスタジアムを本拠地としているクラブは無く、サッカーオーストリアA代表の主な試合会場として知られている。

## 歴史
1928年にオーストリア共和国10周年を記念して新スタジアムの建設が決定、その3年後の1931年に、ドイツの建築家オット・エルンスト・シュバイツァー（Otto Ernst Schweizer）の設計によって完成した。こけら落としは1930年代まで行われていた「労働者オリンピック」。特に優れた安全性から、「世界で最もモダンなスタジアム」と高く評価された。当時の正式名はプラーターシュターディオン（Praterstadion）。収容人数は約60,000人であった。
しかし多目的使用できる便利性から、オーストリア代表チーム等のサッカー試合のみではなく、ナチスの演説会や集会、ドイツ・ナチス軍の基地、ユダヤ人の牢獄等として利用された暗い過去も持っている。
第2次世界大戦後、ナチス政治は崩壊し、オーストリア共和国が復活。スタジアムの再びスポーツ、及び音楽のコンサートでのみ使用されるようになる。1950年には収容人数約92,000人のスタジアムに拡大される。
1930年代から1960年代までヨーロッパでもトップレベルを誇っていたサッカーオーストリアA代表の影響もあり、オーストリア代表チームの試合には8万人以上の観客が集まることも珍しくなかった。
また、1950年代からはオーストリア・ブンデスリーガのクラブがUEFAチャンピオンズカップやUEFAカップウィナーズカップの試合をこのスタジアムで開催するようになった。しかしウィーン以外の町を本拠地としている各クラブは「ホームでのアドバンテージが無くなる」という理由から、巨大なスタジアムで得ることができる経済的な効果を捨ててまでも自らのホームタウンにあるスタジアムにこだわっていた（例：LASKリンツ、FCヴァッカー・インスブルック、SKシュトゥルム・グラーツ等）。
1980年代、及び1990年代にはスタジアムのモダン化を進める工事が行われ、団々と立ち見席が廃止され、座席のみのスタジアムとなる。そのため、収容人数は減少、1990年第中頃には収容人数50,865人のスタジアムとなる。
UEFAが認定する5つ星スタジアムでもあり、UEFAチャンピオンズカップ、及びUEFAチャンピオンズリーグの決勝戦が4度（1964年、1987年、1990年、1995年）、UEFAカップウィナーズカップ（1970年）及びUEFAカップ（1994年）の決勝戦が1度ずつ行われている。
2008年UEFAヨーロッパ選手権・オーストリア・スイス大会に向けて新たに修築が行われ、53,008人の収容人数を誇るスタジアムとなった。同大会では決勝戦を含む計7試合が行われる。大会後は僅かな縮小工事が行われ、収容人数は51,905人となった。
歴史に残る最多入場者数は1965年のオーストリア対スペインの国際試合、観客数は92,708人であった（オーストリアが3‐0で勝利）。

## 名称由来
1992年には、同年に死去したオーストリアの歴史に名を残した名将、エルンスト・ハッペル監督を称えて現在の名称「エルンスト・ハッペル・シュターディオン」に変更された。

## 当スタジアムで行われた歴史に残る試合
（オーストリアサッカー協会資料参照）
- 1931年9月13日　オーストリア　5-0（2-0）ドイツ　観客数：50,000人
- 1936年5月6日　オーストリア　2-1（2-0）イングランド　観客数：60,000人
- 1945年12月6日　オーストリア　4-1（2-1）フランス　観客数：55,000人
- 1947年11月9日　オーストリア　5-1（3-0）イタリア　観客数：60,000人
- 1949年9月25日　オーストリア　3-1（1-0）チェコスロバキア　観客数：62,000人
- 1953年9月27日　オーストリア　9-1（4-0）ポルトガル　観客数：60,000人
- 1960年9月4日　オーストリア　3-1（0-1）ソビエト連邦　観客数：87,000人
- 1960年10月30日　オーストリア　3-0（1-0）スペイン　観客数：92,708人
- 1961年5月27日	オーストリア　3-1（2-1）イングランド　観客数：90,726人
- 1973年6月13日	オーストリア　1-1（1-0）ブラジル　観客数：42,000人
- 1979年6月13日	オーストリア　4-3（3-1）イングランド　観客数：30,000人
- 1986年10月29日　オーストリア　4-1（0-0）西ドイツ　観客数：55,000人
- 1989年11月15日　オーストリア　3-0（2-0）東ドイツ　観客数：57,000人
- 1990年5月3日	オーストリア　1‐1（1‐1）アルゼンチン　観客数：45,000人
- 1990年5月30日　オーストリア　3-2（1-0）オランダ　観客数：48,000人
- 1998年8月19日　オーストリア　2-2（1-1）フランス　観客数：44,000人